# 恐山

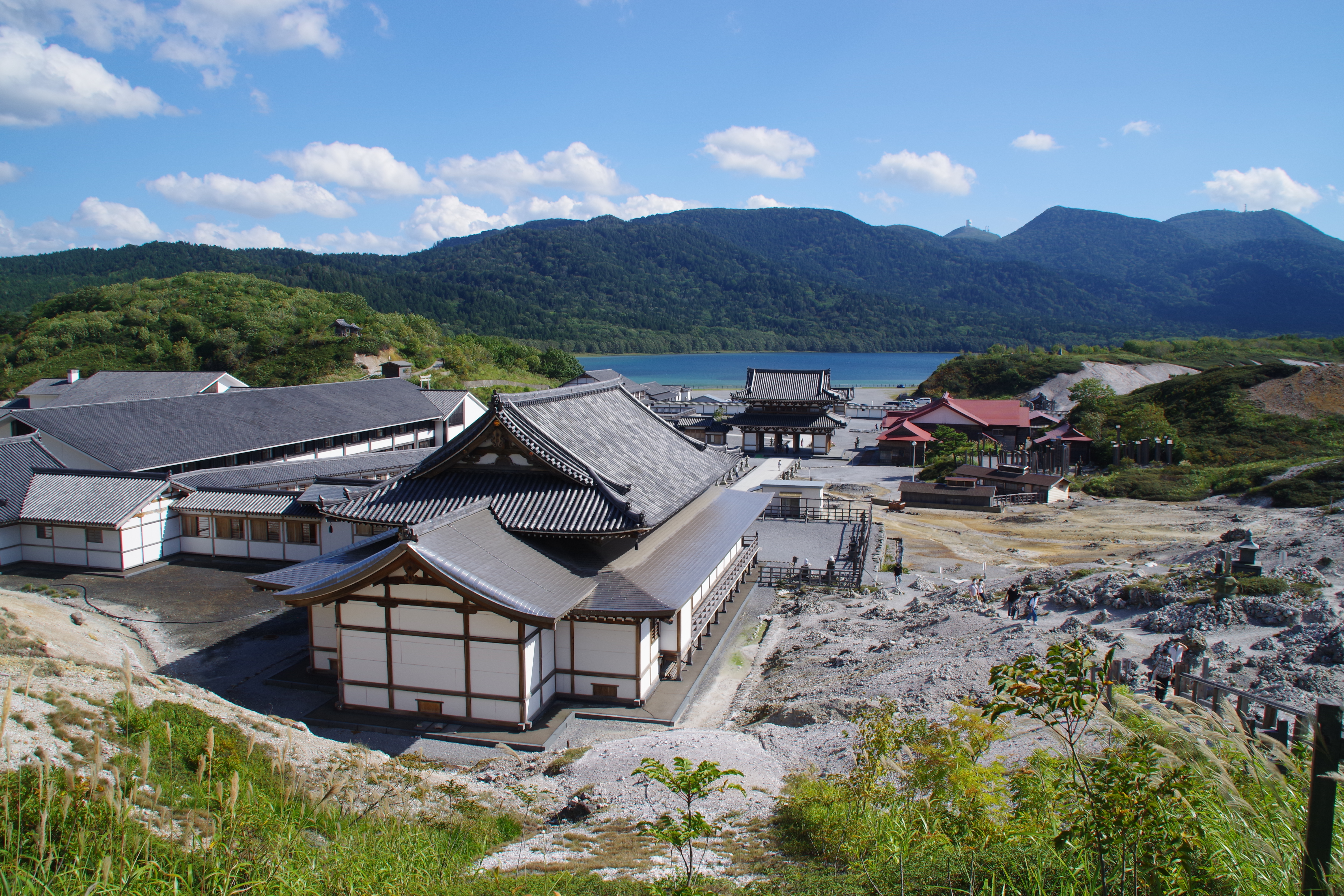

恐山（日语：／ Osore-zan (Osore-yama) */?)）位於日本青森縣陸奧市，是下北半島中部的外輪山、靈場。恐山的海拔為878公尺，並且與高野山及比叡山並列為日本三大靈場之一。靈場內有許多種類的溫泉，且皆位於下北半島國定公園的範圍內。